# Par exemple, Électre
Pour plus de détails, voir Fiche technique et Distribution.
Par exemple, Électre est un film français réalisé par Jeanne Balibar et Pierre Léon sorti en France le 23 janvier 2013.

## Synopsis
Sur le modèle du site Concerts à emporter, Jeanne Balibar a l'idée d'une série de pièces de théâtre disponibles sur internet, intitulée Théâtre à emporter. Avec Pierre Léon, elle écrit à Arte pour leur soumettre cette proposition (lors d'une scène dans laquelle l'actrice chante, en off et avec orchestration, le mail qui s'écrit en même temps sur l'écran, y compris les fautes de frappe et les corrections du texte), puis ils rencontrent une responsable de la chaîne. Ensemble, ils vont tenter de mener à bien ce projet, finissant par déambuler dans des déguisements divers. Par ailleurs, le film montre des extraits de la tragédie de Sophocle, Électre, jouée entre autres par Emmanuelle Béart, notamment des scènes entières (comme celle du matricide), mais aussi des passages sans dialogues, comme un très long plan-séquence où l'actrice court à toute vitesse, ses chaussures à la main, sur des planches le long d'une plage.
Le film montre également des scènes de son propre montage, réalisé, dans une certaine difficulté, par Pierre Léon.

## Fiche technique
- Titre : Par exemple, Électre
- Titre à l'international : Electra, for Instance
- Réalisation : Jeanne Balibar et Pierre Léon
- Scénario : Jeanne Balibar et Pierre Léon
- Photographie : Sébastien Buchmann et Jeanne Lapoirie
- Montage : Pierre Léon et Martial Salomon
- Son : Mathieu Descamps et Jean Mallet
- Productrice : Martine Marignac
- Société de production : Pierre Grise Productions
- Pays d'origine :  France
- Langue : français
- Format : couleur - 1,85:1 - Dolby Digital
- Genre : comédie dramatique
- Durée : 80 minutes
- Dates de sortie : 23 janvier 2013

## Distribution
- Jeanne Balibar : Jeanne / Électre
- Pierre Léon : Pierre
- Marlène Saldana : Responsable Arte (personnage sans nom)
- Emmanuelle Béart : Chrysothémis
- Évelyne Didi : Clytemnestre
- Yves-Noël Genod : Oreste
- Barbet Schroeder : Le pédagogue
- Édith Scob : Le chœur et le coryphée
- Thomas Scimeca : Pylade
- Marie-Thérèse Allier :

## Projet et réalisation du film
Première œuvre en tant que réalisatrice de Jeanne Balibar, le film est coréalisé avec l'apport et l'aide, dès l'écriture du scénario jusqu'au montage, de Pierre Léon. Il se place dans le cadre de la série « Théâtre à emporter » menée par le Théâtre du Fil de l'eau de Pantin et se base sur le drame antique Électre de Sophocle que le personnage de Jeanne doit dans le film mettre en scène. Jeanne Balibar en avait donné une lecture sur scène en 2008 lors du Festival d'Avignon. Le tournage de cette comédie dramatique s'effectue au début de l'année 2011.
Le film est présenté dans une version de travail au festival « Côté court » de Pantin en juin 2011, lors d'une soirée spéciale en présence des acteurs. Il fait ensuite partie de la sélection du 41e éditions du Festival international du film de Rotterdam, en février 2012 et réalise sa sortie généralisée en France le 23 janvier 2013.

## Distinction
Le film obtient une « mention spéciale » lors de la remise en 2012 des prix Jean-Vigo.